# دی‌الکتریک با کاپای کم

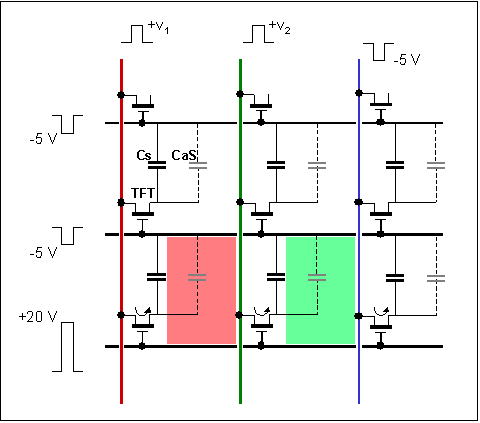
مرتبط

در ساخت نیم‌رساناها، کاپای کم (به انگلیسی: low-κ) ماده‌ای با یک ثابت دی‌الکتریک نسبی (κ، کاپا) کوچک نسبت به سیلیسیم دی‌اکسید است. پیاده‌سازی مواد دی‌الکتریک با کاپای کم یکی از چندین استراتژی است که اجازه می‌دهد تا مقیاس‌بندی ادامه‌دار ادوات میکروالکترونیکی انجام شود، که به صورت محاوره‌ای به عنوان تمدید قانون مور نامیده می‌شود. در مدارهای دیجیتالی، دی‌الکتریک عایق قطعات رسانا (سیم میان‌هابِندها و ترانزیستور) را از یکدیگر جدا می‌کنند. از آنجا که اجزای سازندهٔ مقیاس‌شده و ترانزیستورها به یکدیگر نزدیکتر شده‌اند، دی‌الکتریک‌های عایق‌بندی به‌حدی نازک شده‌اند که در نقطه‌ای بار ایجاد می‌کنند و عبور متقابل که بر کارکرد قطعه تأثیر منفی می‌گذارد. جایگزینی سیلیکون دی‌اکسید با یک دی‌الکتریک با کاپای کم با ضخامت یکسان، خازن مزاحم را کاهش می‌دهد، سرعت سریع‌تر کلیدزنی و کاهش حرارت را ممکن می‌کند. در مکالمه ممکن است از این قبیل مطالب به عنوان «کاپای کم» (گفته شده «کای کم») استفاده شود نه «کاپای کم».

## مواد با کاپای کم
ثابت دی‌الکتریک نسبی SiO2، مواد عایق‌بندی که هنوز در تراشه‌هایسیلیسیمی استفاده‌شده، ۳٫۹ است. این عدد نرخ گذردهی SiO2 تقسیم بر گذردهی خلاء εSiO2/ε0 است، که در آن [میکرومتر/ ε0 = ۸٫۸۵۴ × 10 -6 [PF, بسیاری از مواد با ثابت دی‌الکتریک نسبی پایین‌تر وجود دارد اما تعداد کمی از آن‌ها می‌توانند به‌طور مناسب در یک فرایند تولید ادغام شوند. تلاش‌های عمدتاً در طبقه‌بندی مواد زیر متمرکز شده‌است:

### سیلیسیم دی‌اکسید با فلوئور
آلایش SiO2 با فلوئور شیشه سیلیکا فلوئوردار تولید می‌کند، ثابت دی‌الکتریک نسبی از ۳٫۹ به ۳٫۵ کاهیده است. مواد اکسید شده با آلاینده فلوئور برای گره‌های فناوری ۱۸۰ نانومتر و ۱۳۰ نانومتر استفاده شد.

### سیلیکون اسپین آن مبتنی‌بر دی‌الکتریک پلیمری
دو نوع مواد سیلیسیم مبتنی‌بر دی‌الکتریک پلیمری، هیدروژن سیلسکوی‌اُکسین (HSQ) و متیل‌سیلسکوی‌اُکسین (MSQ) وجود دارد.

### شکاف هوا
ماده نهایی کاپای کم هوا با مقدار نفوذپذیری نسبی ۱٫۰ ~ است. با این وجود، قرار دادن شکاف‌های هوا بین سیم‌های رسانا، ثبات مکانیکی مدار یکپارچه را به خطر می‌اندازد و ساختن یک آی‌سی که کاملاً از هوا به عنوان ماده عایق ساخته شده غیر عملی است. با این وجود، قرار دادن استراتژی شکاف‌های هوا می‌تواند عملکرد الکتریکی تراشه را بهبود بخشد، بدون این‌که دوام آن را به شدت خراب کند. به عنوان مثال، اینتل در فناوری فین‌فت ۱۴ نانومتری خود از شکاف‌های هوا برای دو سطح میان‌هابِند استفاده می‌کند.